# اس‌ام یوبی-۳۰
اس‌ام یوبی-۳۰ (به انگلیسی: SM UB-30) یک زیردریایی بود. این زیردریایی در سال ۱۹۱۵ ساخته شد.